# Luzerner Sinfonieorchester
Das Luzerner Sinfonieorchester ist das Residenzorchester im Kultur- und Kongresszentrum Luzern und das Opernorchester des Luzerner Theaters. Es wurde 1806 gegründet. 

## Tätigkeit
Das Orchester bietet sowohl verschiedene sinfonische Abonnementsreihen als auch Zyklen zur Musik einzelner Komponisten an und begleitet Musiktheaterproduktionen. Ein zentraler Aspekt im Orchesterrepertoire ist dabei die Vermittlung zwischen Tradition und Innovation. Seit 2008 führt das Orchester eine Musikvermittlungsstelle, die einen besonderen Fokus auf die direkte Begegnung von Musikern mit ihrem Publikum und die generationenübergreifende Arbeit legt.

## Organisation
Das Orchester ist als Verein organisiert, der von Pierre Peyer als Präsident geführt wird. Künstlerischer Leiter ist seit 2004 Numa Bischof Ullmann. Er steht einer Geschäftsstelle von 16 Personen vor. Das Orchester besteht aus rund 70 Musikern und steht seit der Saison 2021 unter der Leitung von Chefdirigent Michael Sanderling.
Seit 2012 ist das Orchester Veranstalter des Festival Zaubersee – Tage Russischer Musik, das sich dem Schaffen russischer Künstler widmet.

### Chefdirigenten
- Willem Mengelberg (1892–1895)
- Max Sturzenegger (1939–1960)
- Ulrich Meyer-Schoellkopf (1972–1990)
- Marcello Viotti (1987–1992)
- Olaf Henzold  (1992–1997)
- Jonathan Nott (1997–2002)
- Christian Arming (2002–2004)
- John Axelrod (2004–2009)
- James Gaffigan (2011–2021)[1][2]
- Michael Sanderling (seit 2021)[3]

### Intendanz
- Numa Bischof-Ullmann (seit 2004)

## Uraufführungen
Ein besonderer Schwerpunkt des Luzerner Sinfonieorchesters liegt auf der Förderung von neuer Musik. Es gibt immer wieder Kompositionen in Auftrag und führt Repertoireraritäten auf.
Uraufführungen
- Christoph Blum (* 1990): «Ranft-Suite», Uraufführung einer Komposition mit Schülerinnen und Schülern aus Obwalden
- Siegfried Matthus (1934–2021): Konzert für zwei Klarinetten und Orchester (Uraufführung)

Schweizer Erstaufführungen
- Francisco Coll (* 1985): Four Iberian Miniatures (2014) für Violine und Orchester (Schweizer Erstaufführung)

## Musikvermittlung
Das Musikvermittlungsprogramm des Luzerner Sinfonieorchesters wurde 2008 ins Leben gerufen und beinhaltet ein umfangreiches Angebot von Konzerten, Werkstätten und Begegnungen für Kinder, Jugendliche und Erwachsene. Szenische Konzerte und partizipativ angelegte Projekte fördern die sinnesbetonte Wahrnehmung von Musik und das eigene aktive Musizieren. Ein besonderer Schwerpunkt liegt dabei auf Inklusionsprojekten wie Werkstätten an heilpädagogischen Schulen, vorbereiteten Konzertbesuchen für Menschen mit Demenz, Workshops in Wohnheimen und Strafanstalten oder Angeboten, die einen Generationenaustausch anstossen. Der Jugendclub U25 ermöglicht jungen Hörern den Konzertbesuch zu günstigen Konditionen und gibt Gelegenheit, das Programm für Clubmitglieder aktiv mitzugestalten. Für die Reihe Ensemble D für Menschen mit Demenz erhielt das Luzerner Sinfonieorchester 2016 den Fokus-Anerkennungspreis der Alzheimervereinigung Luzern. Seit 2017 ist das Orchester Träger des Labels Kultur inklusiv und setzt sich für eine hindernisfreie Zugänglichkeit seiner Kulturangebote ein.
Initiiert von Intendant Numa Bischof Ullmann und der Drosos Stiftung konnte 2013 durch den Bau des Musikwagens das Programm weiter vergrössert und auf die ganze Region Zentralschweiz ausgeweitet werden. Der Musikwagen ist Workshop-Raum, mobile Bühne und Klangmuseum zugleich und jeweils ein bis zwei Wochen lang an einer Schule oder sozialen Einrichtung stationiert. Unter der Anleitung von Pädagogen und mit Beteiligung von Orchestermusikern improvisieren Kinder und Jugendliche mit Naturmaterialien und Alltagsgegenstände und entwickeln neue Stücke. Konzerte, interaktive Projekte und Werkstatt-Präsentationen lassen die Öffentlichkeit des jeweiligen Ortes partizipieren. Das Projekt Musikwagen wurde 2014 mit dem Zentralschweizer Förderpreis des Migros-Kulturprozent ausgezeichnet.

## Festival Zaubersee
Das Festival Zaubersee – Tage russischer Musik Luzern wurde 2012 vom Intendanten des Luzerner Sinfonieorchesters, Numa Bischof Ullmann, ins Leben gerufen mit der Absicht, das reiche russische Kulturerbe in der Schweiz in Erinnerung zu bringen und neu zu beleben. Russische Künstlerpersönlichkeiten haben im 19. und in der ersten Hälfte des 20. Jahrhunderts prägende Spuren in Luzern am Vierwaldstättersee hinterlassen, vor allem Sergei Rachmaninoff, Lew Tolstoi und Alexander Skrjabin. Am Genfersee hatten Igor Strawinsky und Pjotr Tschaikowsky einen Zufluchtsort für ihr Schaffen gefunden.
Die Namensgebung des Festivals evoziert das Faszinosum See, welches lange Zeit eine hohe Anziehungskraft auf zahlreiche bedeutende russische Komponisten ausgeübt hat. In direkter Anlehnung an Anatol Ljadows Tondichtung Der verzauberte See (1909) unterstreicht Zaubersee aber auch eine programmatische Wahl. Während Tschaikowskys Schwanensee (1875/1896) auf ein ungleich berühmteres Werk anspielen würde, impliziert Zaubersee den Wunsch, die unbekannte Seite des russischen Repertoires zu entdecken und zu pflegen.
Herausragende junge wie auch etablierte Musiker werden eingeladen, den russischen Spuren nachzugehen. U. a. waren dies in der Vergangenheit Mischa Maisky, Daniil Trifonov, Gidon Kremer, Ksenija Sidorova, Kun Woo Paik, Boris Berezovsky oder Katia und Marielle Labèque. An den Spielorten Villa St. Charles Hall in Meggen, im Hotel Schweizerhof Luzern und im KKL Luzern bietet sich die Möglichkeit, diese Künstler aus unmittelbarer Nähe zu erleben.
Das Festival findet jeweils im Mai statt und steht unter der künstlerischen Leitung von Numa Bischof Ullmann und Jonathan Levi.

## Tourneen und Gastspiele
- Saison 2016/17:
  - Gastspiele am Bogotá International Music Festival
  - Gastspiel in Udine
  - Gastspiel in Bologna
  - Gastspiel in La Chaux-de-Fonds
- Saison 2015/16:
  - Gastspiel in Amsterdam (Concertgebouw)
  - Gastspiele in Istanbul und Zagreb
  - Asientournee mit Gastspielen in Südkorea, Shanghai, Singapur und Mumbai
- Saison 2014/15:
  - Südamerika-Tournee mit Gastspielen in Montevideo, Buenos Aires, Rio de Janeiro, São Paulo (Sala São Paulo)
  - Gastspiel in Vaduz
  - Gastspiel in Muri
- Saison 2013/14:
  - Gastspiel am George Enescu Festival in Bukarest
  - Gastspiel an der Settimane musicali di Ascona
  - Gastspiel in Moskau (Tchaikovsky Hall)
  - Gastspiel am Kissinger Sommer in Bad Kissingen
- Saison 2012/13:
  - Gastspiele in Salzburg (Großes Festspielhaus)
  - Gastspiel in Mailand
  - Gastspiel in Genf
  - Gastspiel in Amsterdam (Concertgebouw)
  - Gastspiel  in Florenz
  - Gastspiel am Kissinger Sommer
  - Israel-Tournee mit Gastspielen in Jerusalem und Tel Aviv
- Saison 2011/12:
  - Gastspiel am Festival Nuits Romantiques in Aix les Bains
  - Gastspiel in Mailand (Sala Verdi)
  - Gastspiel in St. Petersburg
  - Gastspiel in Guebwiller
  - Spanientournee mit Gastspielen in Pamplona, Zaragoza, Granada und Terrassa
- Saison 2010/11:
  - Gastspiele an den Meraner Musikwochen
  - Gastspiel in Mailand (Sala Verdi)
  - Gastspiel in Antwerpen
  - Gastspiel in Cremona
  - Gastspiel in Turin
  - Gastspiel in Baden-Baden
  - Gastspiel in Paris (Théâtre des Champs-Élysées)
  - 2. Asientournee nach China und Japan
- Saison 2009/10:
  - Gastspiel in Genf
  - Gastspiel in Paris (Théâtre des Champs-Élysées)
  - Gastspiel in Hamburg (Laeiszhalle)
- Saison 2008/09:
  - Gastspiel in London (Barbican Hall)
  - Gastspiele in Mailand (Sala Verdi)
  - Gastspiel am Word Economic Forum in Davos
- Saison 2007/08:
  - Deutschland-Tournee mit Gastspielen in Dortmund, Witten und Braunschweig
  - Gastspiel in Mailand (Sala Verdi)
  - Japantournee mit Gastspielen in Matsumoto, Hiratsuka, Yokohama, Tokyo (Suntory Hall), Susono, Funabashi, Koriyama, Sendai, Kobe

## Diskographie der neueren Zeit
Kaddish
- Leonard Bernstein: «Kaddish» Sinfonie Nr. 3
- Arnold Schönberg: Ein Überlebender aus Warschau
- Kurt Weill: Das Berliner Requiem
- Luzerner Sinfonieorchester, John Axelrod, Samuel Pisar, Rundfunkchor Berlin u. a.
- Nimbus Records NI 5807

Franz Schreker und seine Schüler
- Franz Schreker: Intermezzo & Scherzo op. 8
- Julius Bürger: Zwei Lieder für Bariton
- Ernst Krenek: Sinfonie Nr. 7
- Luzerner Sinfonieorchester, John Axelrod, Dietrich Henschel (Bariton)
- Nimbus Records NI 5808

Franz Schreker und Ausdruckstanz
- Geburtstag der Infantin, Valse Lente, Festwalzer und Walzerintermezzo, Der Wind, Ein Tanzspiel
- Luzerner Sinfonieorchester, John Axelrod
- Nimbus Records NI 5753[8]